# Slussen (metrostation)
Slussen is een station van de Stockholmse metro, gelegen in het stadsdeel Södermalm. Het station ligt aan alle lijnen van de rode- en de groene route. Het station verwerkt per dag gemiddeld ongeveer 79.000 reizigers.

## Geschiedenis

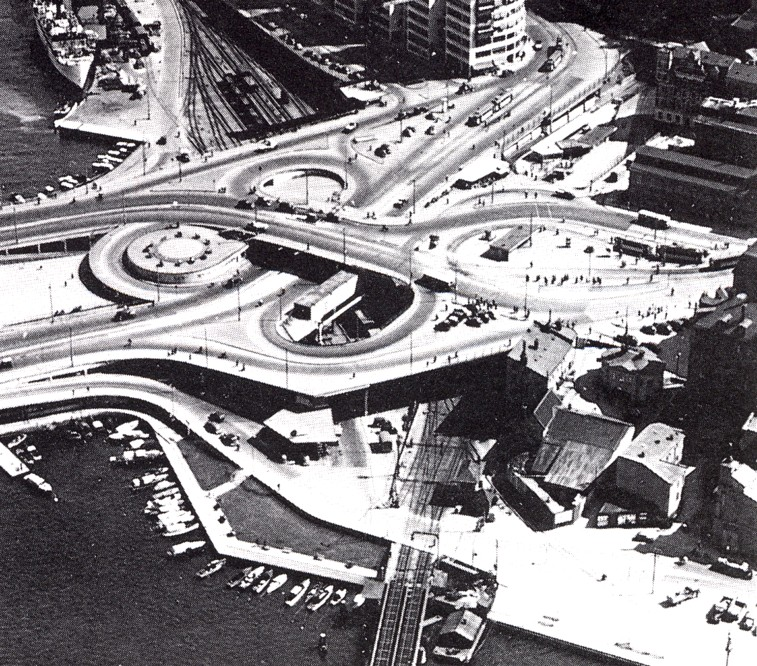
Slussen in 1939

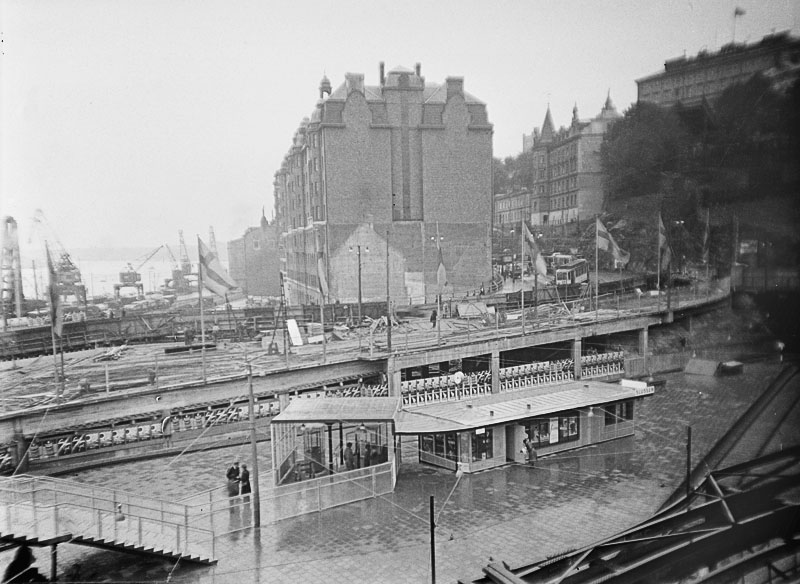
Slussen in de herfst 1933 met de toegangspoortjes en wachtkamer op het perron, gezien uit het westen

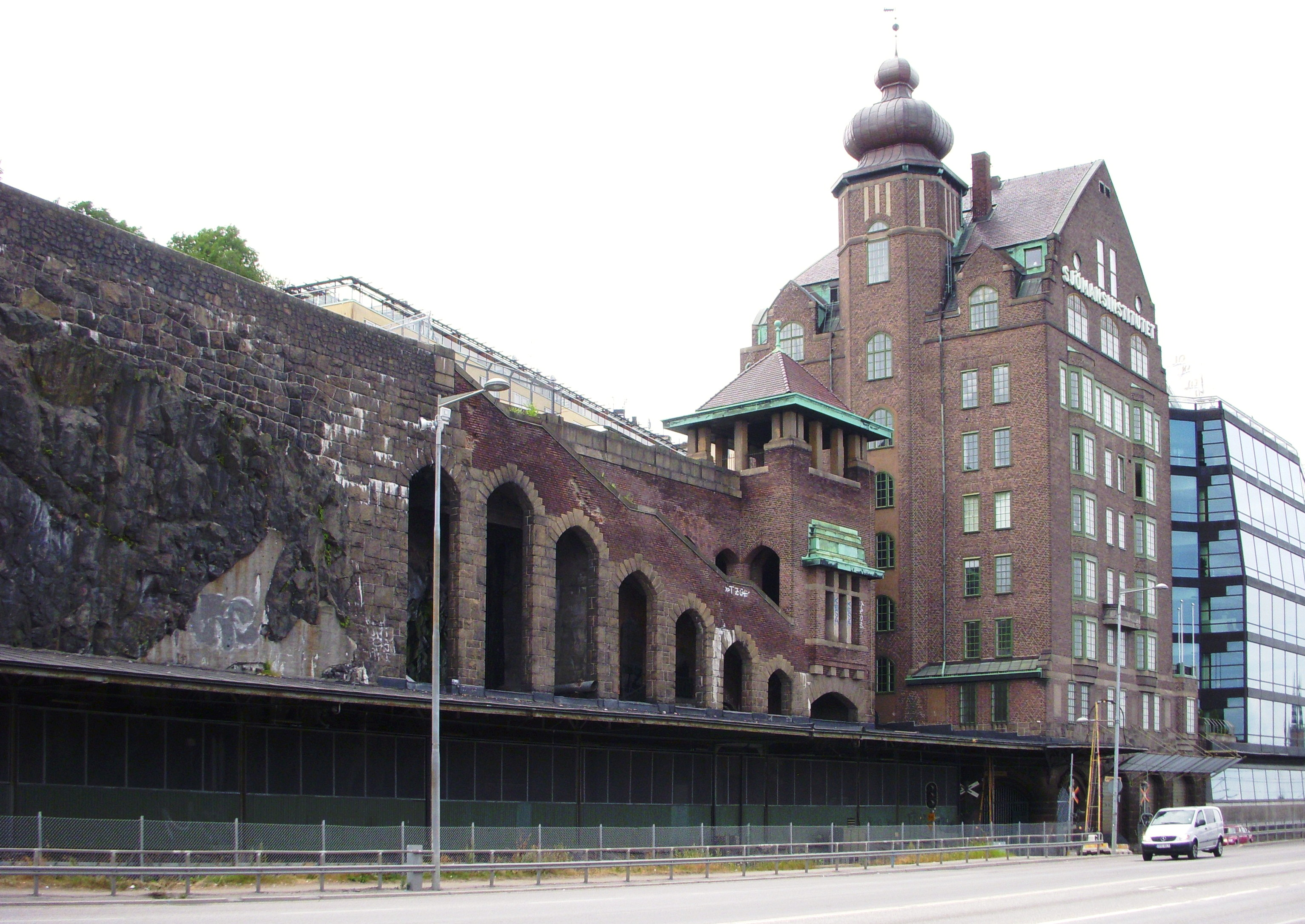
Het oude station van de Saltsjöbanan dat tot 1936 werd gebruikt

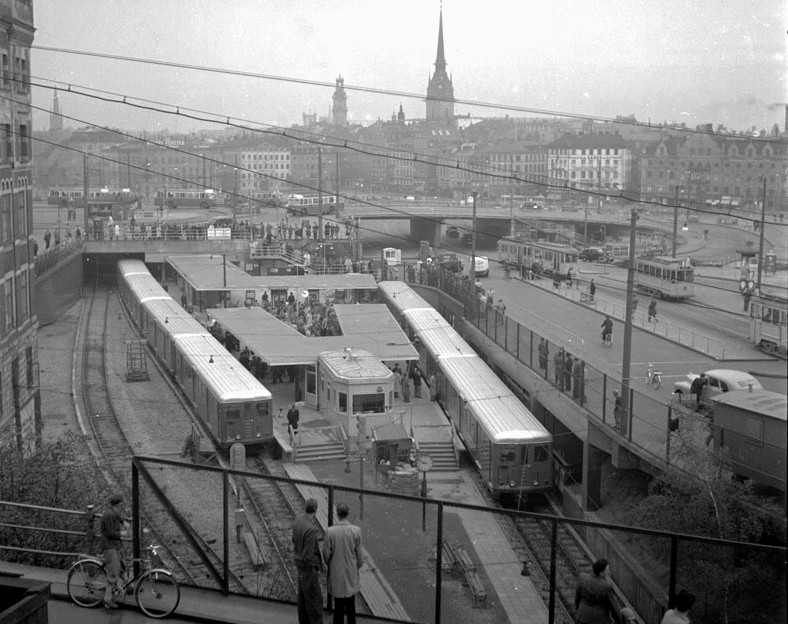
De openingsceremonie in 1950, gezien van boven de tunnelingang aan de zuidkant

In de jaren 20 van de twintigste eeuw kende ook Stockholm een groei van het wegverkeer en werden aan de zuidkant van de stad nieuwe woonwijken gebouwd. Door de toename van het verkeer tussen de zuidelijke wijken en de binnenstad liep het verkeer bij de enige vaste oeververbinding steeds verder vast. In 1931 viel het besluit om deze verbinding over de sluis (Slussen) tussen de haven en de Riddarfjarden grondig te verbouwen om het verkeer te kunnen verwerken. Onderdeel van het project was een station voor sneltrams met een aansluitende tramtunnel, wat we tegenwoordig als premetro zouden aanmerken, onder Södermalm om de sneltrams in de zuidelijke voorsteden een verbinding met Slussen te geven. 

## Aanleg
Het verkeersknooppunt werd gebouwd met ongelijkvloerse kruisingen tussen de verschillende verkeersstromen. Op niveau 0 langs de kade bevonden zich een opstelterrein van de havenspoorlijn, dat deels werd overbouwd, en de noordelijke tunneluitgang van de Sammanbindningsbanan die met een overweg de kade kruiste en over een spoorbrug met het centraal station verbonden was. Het station werd, net als de weg van het centrum naar het zuidoosten, gebouwd op niveau 1. De weg naar het zuidwesten werd gebouwd op niveau 2 waar ook de ingang van het station werd gebouwd naast de eindlus van de tram van Södermalm. De tramtunnel naar het zuiden werd tussen 1931 en 1933 aangelegd onder de naam Tunnelbana en is tegenwoordig onderdeel van de groene route van de metro. 

## Premetro
Het station werd 1 oktober 1933 door Gustaaf V van Zweden geopend. Het station werd gebouwd als eindlus bij de noordelijke tunneluitgang van de tramtunnel. In de lus lag een toegangspoort met kaartcontrole en een wachtkamer. De toegang bestond uit een trap die vanaf niveau 2 afdaalde naar het middenterrein. De trams uit het zuiden stopten aan de westkant van de lus en nadat de reizigers waren uitgestapt werd via de lus gekeerd om nieuwe reizigers aan de oostkant te laten in stappen. 

## Saltsjöbanan
In 1936 werd de Saltsjöbanan langs het opstelterrein van de haven spoorweg doorgetrokken naar een perron dat op niveau 0 onder het (metro)station was gebouwd. Architectonisch is dit eindstation zeer eenvoudig namelijk een enkelspoor met stootblok. Het station heette oorspronkelijk Stockholm-Saltsjöbanan, maar omdat de naam Slussen duidelijk populairder was onder de bevolking werd het station hernoemd. 

## Metro
In 1941 viel het besluit om een metronet in de stad te bouwen waarbij de sneltrams in het zuiden en die in het westen via een tunnel onder het centrum met elkaar zouden worden verbonden. Na de opening van de Skanstullbrug in 1946 werd begonnen met de ombouw van de premetro tot metro. 

### De groene route
Voor de metro werd de lus opgeknipt in twee kopsporen aan weerszijden van een driehoekig perron. Aan de kant van de tunnel waren verlaagde perrons zodat de sneltrams van lijn 19 nog, tot de voltooiing van de ombouw tot T19 in september 1951, gebruik konden maken van de tunnel. Vanaf 1951 werd de dubbelsporige spoorbrug van de sammanbindningsbanan verwijderd en op de pijlers kwam een nieuwe hogere brug voor de metro die de kade bij Slussen ongelijkvloers kruist. In 1957 was de nieuwe brug voltooid en op 24 november 1957 werden de twee delen van de groene route met elkaar verbonden. 

### De rode route
Na het gereedkomen van de groene route werd de bouw van de rode route ter hand genomen. De groene route gebruikt de buitenste sporen van de twee eilandperrons, de rode route de binnenste twee. De sporen van de rode route dalen ten zuiden van Slussen af naar niveau 0 en buigen dan door de oude tunnel van de sammanbindingsbanan af naar het westen richting Mariatorget. De rode route werd op 5 april 1964 geopend tussen T-Centralen en Fürangen respectievelijk Örnsberg, beide  in het zuidwesten van de stad. 

## Aanpassingen
Het station lag tot in de jaren 60 in de openlucht met afdakken boven de perrons. In 1965 werd het hele station overdekt en werd 7 meter boven de sporen (niveau 2) de Ryssgården hersteld in de vorm van een plein. In 1971 werden de sporen van de havanspoorlijn opgebroken en werd op de kade op niveau 0 naast de Saltsjöbanan een busstation gebouwd. 

## Foto's

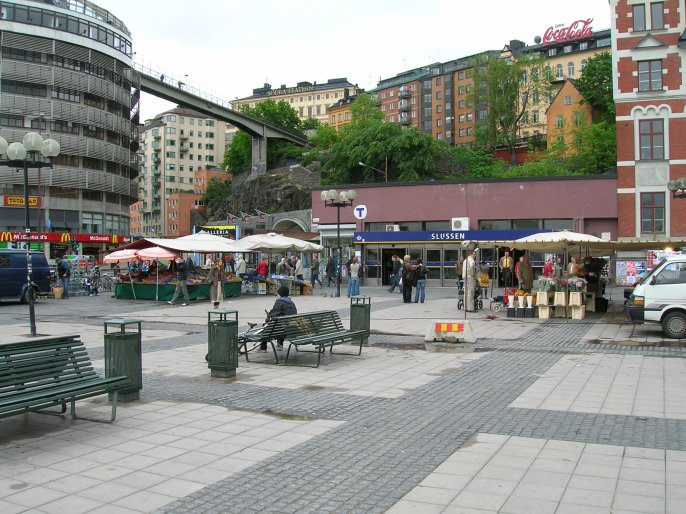
De Ryssgården, met op de achtergrond de ingang van het station
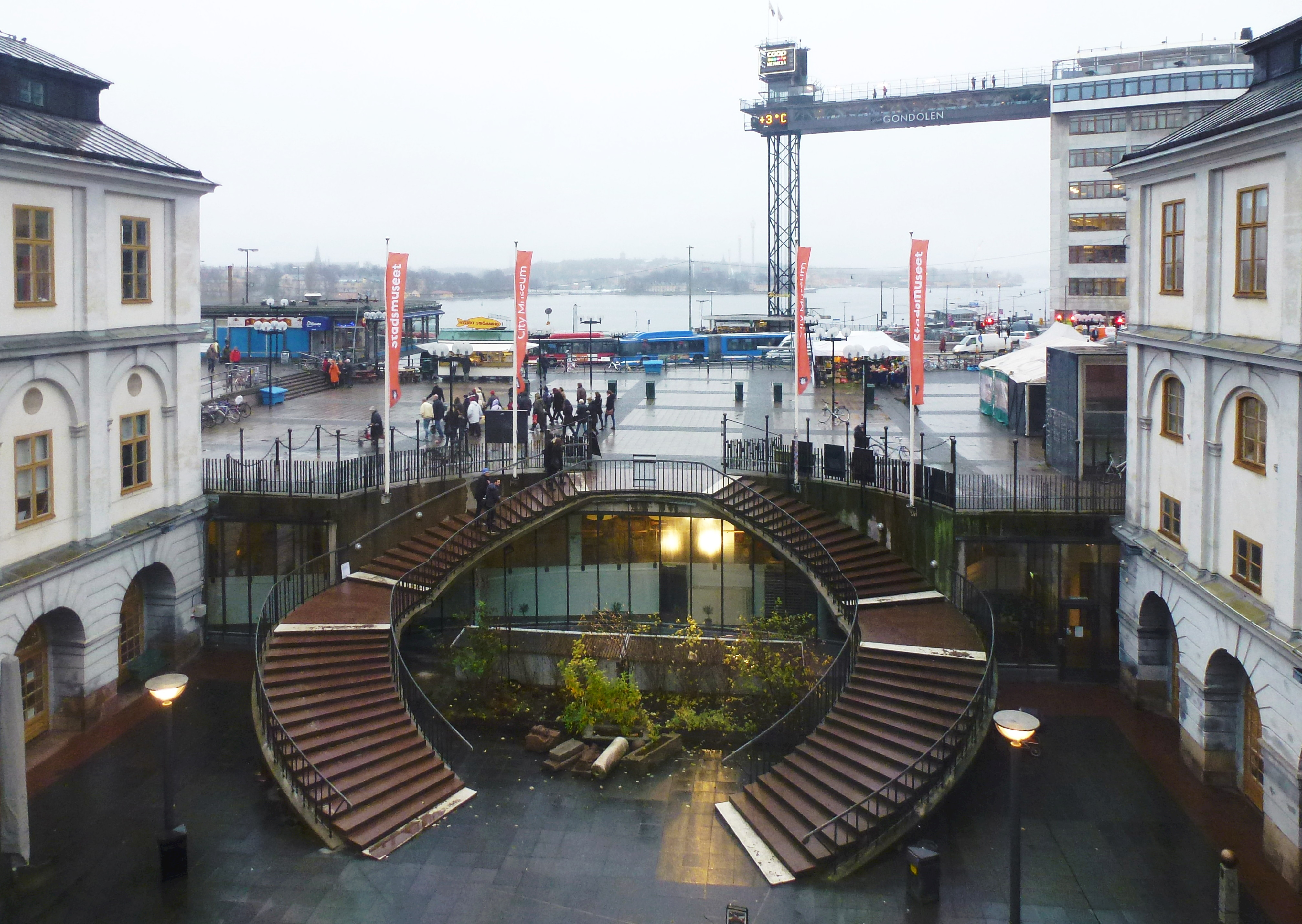
De Ryssgården gezien uit het Stadsmuseum
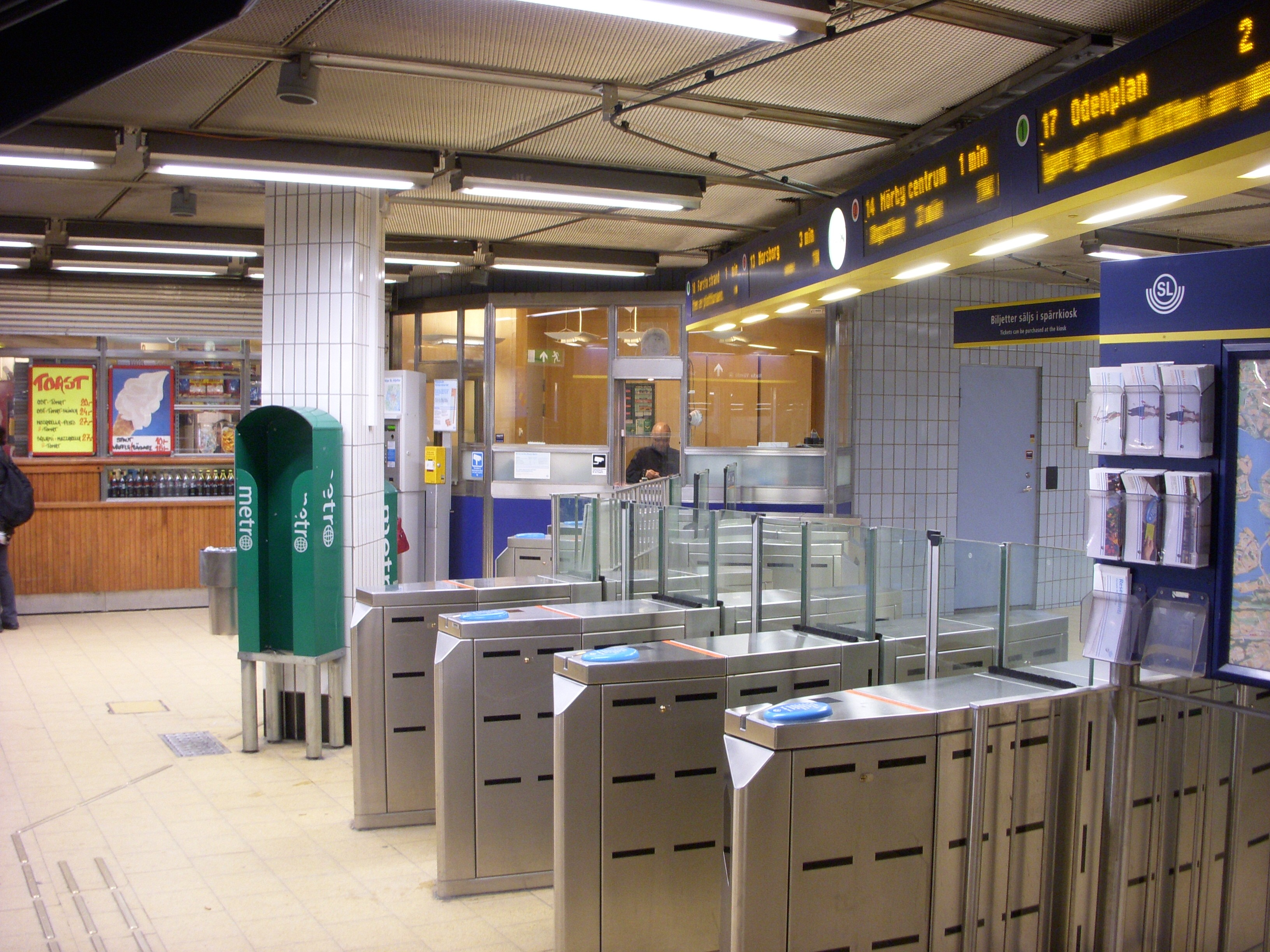
toegang tot de perrons
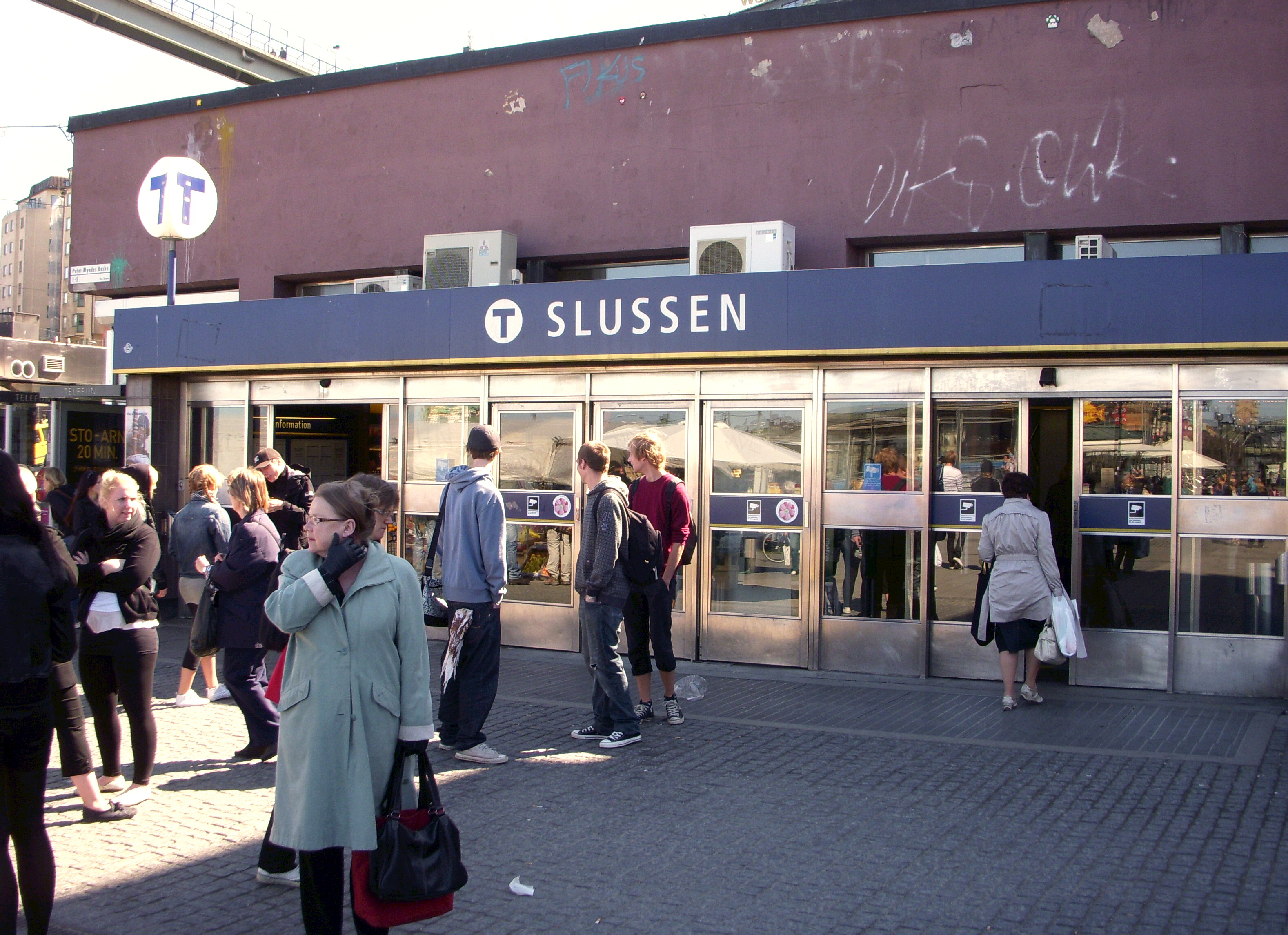
ingang (close up)
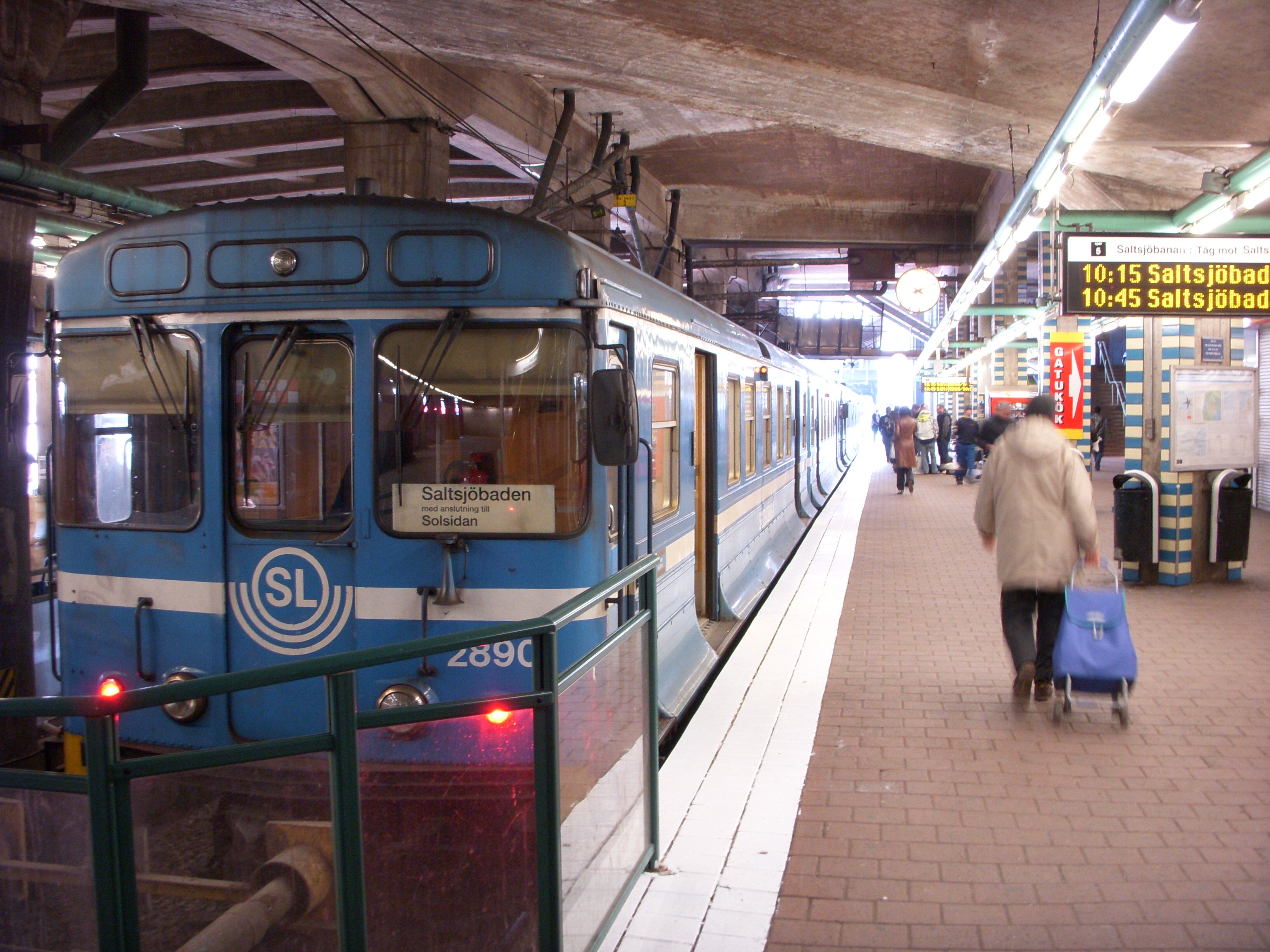
Het eindpunt van de Saltsjöbanan